# Paoting
Paoting (egyszerűsített kínai írással: 保定, pinjin: Bǎodìng) prefektúra szintű város Kínában, Hopej tartományban. Lakosainak száma 11 544 036 fő (2020).

## Népesség
| Lakosok száma | 10 546 831 | 11 273 644 | 11 544 036 |
|               | 2000       | 2010       | 2020       |

## Testvérvárosok
- Charlotte
- Jonago
- Hafnarfjörður
- Szaidzsó
- Santiago de Veraguas
- Sønderborg község